# Thema Mundi

Le Thema Mundi.

Le Thema Mundi est un thème astrologique mythique utilisé en astrologie hellénistique qui montre les positions supposées des sept planètes visibles (y compris le Soleil et la Lune) au début de l'univers. Il prétend illustrer la logique derrière les domiciles et les exaltations planétaires, et le sens des aspects astrologiques, entre autres. La nature purement symbolique de la carte est aisément perçue si l'on remarque les positions impossibles de Vénus et de Mercure. Au Moyen Âge tardif, il y a eu une confusion entre l'horoscope du monde et le Thema Mundi.
Cette carte diverge considérablement de la théorie selon laquelle les maisons et les signes sont directement corrélés. L'astrologie moderne présuppose que le premier signe, le Bélier, apporte son caractère à la première maison. Mais le Thema Mundi a comme ascendant le signe du Cancer, suggérant ainsi que la nature, au lieu d'être énergique voire agressive (en correspondance avec le Bélier), est plutôt nourricière (ce qui correspond à la symbolique du Cancer). 

## Structure
Le Thema Mundi montre :
- un ascendant Cancer, avec la Lune en Cancer
- le Soleil en Lion
- Mercure en Vierge
- Vénus en Balance
- Mars en Scorpion
- Jupiter en Sagittaire
- Saturne en Capricorne

## Raisonnement
La structure du Thema Mundi est à la base de nombreux concepts en astrologie hellénistique. 

### Domiciles planétaires
Le Soleil et la Lune, les deux luminaires, sont associés aux deux signes qui correspondent à la période la plus lumineuse et la plus chaude de l'année dans l'hémisphère nord, soit le Cancer et le Lion. Les autres planètes sont associées aux signes en coupant le zodiaque en deux moitiés et en affectant chaque planète à un signe sur la moitié lunaire et sur la moitié solaire. Mercure est associé aux deux signes les plus proches des luminaires, qui sont les Gémeaux et la Vierge, car Mercure ne s'éloigne jamais de plus d'un signe du Soleil. Vénus est associée aux deux signes suivants, le Taureau et la Balance, car Vénus ne s'éloigne jamais de plus de deux signes. Les paires de signes suivantes sont affectées à Mars (Bélier et Scorpion), à Jupiter (Poissons et Sagittaire) et à Saturne (Verseau et Capricorne) selon la longueur croissante de leur période de révolution.

### Aspects astrologiques
La nature de chaque aspect astrologique est déterminée par la nature de la planète qui correspond à cet aspect par rapport aux luminaires dans le Thema Mundi, et en particulier sa classification traditionnelle en tant que maléfique ou bénéfique. 
- Saturne est en opposition (180°) à la Lune, et donc l'opposition est considérée comme étant de la même nature que Saturne. Saturne étant considéré comme le grand maléfique, l'opposition est considérée comme l'aspect le plus difficile ou négatif.
- Mars est en carré (90°) par rapport au Soleil, donc le carré est considéré comme étant de la même nature que Mars. Mars étant considéré comme le petit maléfique, le carré est un aspect difficile, mais moins difficile ou négatif que l'opposition.
- Jupiter est en trigone (120°) au Soleil, donc le trigone est de la même nature que Jupiter. Jupiter étant le grand bénéfique (fortuna mayor), le trigone est l'aspect le plus positif ou facile.
- Vénus est en sextile (60°) au Soleil et donc le sextile est de la même nature que Vénus. Vénus étant appelée la petite fortune (fortuna minor), le sextile est un aspect positif ou facile.
- Enfin, on peut remarquer que Mercure est en semi-sextile  (30°) au Soleil et à Vénus, et en sextile (60°) à la Lune et à Mars.

On peut également remarquer que c'est le Soleil qui est pris comme luminaire de référence pour déterminer la nature des aspects, sauf dans le cas de l'opposition où c'est la Lune qui est prise comme luminaire de référence. 

## Dates avec ces constellations

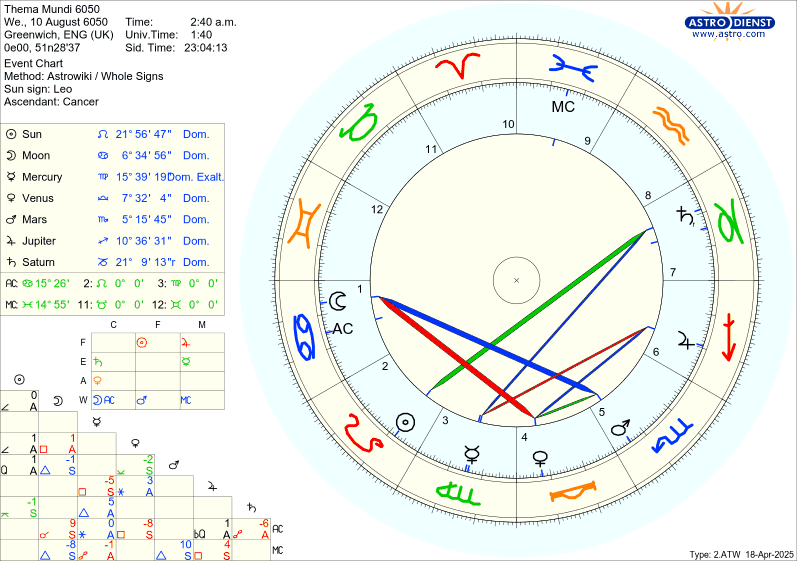
Thema Mundi 10 août 6050

Les éphemerides  JPL permettent de calculer avec précision les positions planétaires entre 13 000 av. J.-C. et 17 000 apr. J.-C. Durant cette période, les sept planètes classiques ne sont placées dans les signes du Thema Mundi ci-dessus qu'à une seule date, mais pas à 15° de chaque signe : le 10 ou le 11 août 6050.
En astrologie, Saturne gouverne non seulement le signe du Capricorne, mais aussi celui du Verseau. Jupiter gouverne le Sagittaire et les Poissons, et Mars le Scorpion et le Bélier. Si l'on prend en compte ces règnes alternatifs, il existe trois autres dates possibles pour une approximation du Thema Mundi : le 19 août 1903, le 3 septembre 2130 av. J.-C. et le 28 septembre 4835 av. J.-C.